# 蒂贝尔桑
蒂贝尔桑（法語：Tubersent，法語發音：[tybɛʁsɑ̃]）是法国上法蘭西大區加来海峡省的一个市镇，属于蒙特勒伊区。

## 地理
蒂贝尔桑（50°31'12"N, 1°42'16"E）面积6.9 平方千米，位于法国上法蘭西大區加来海峡省，该省份为法国北部沿海省份，西北濒北海，南至索姆省，东临北部省。
与蒂贝尔桑接壤的市镇（或旧市镇、城区）包括：隆维利耶、布雷克桑-埃诺克、埃塔普勒、弗朗克、马尔维尔、圣若斯。

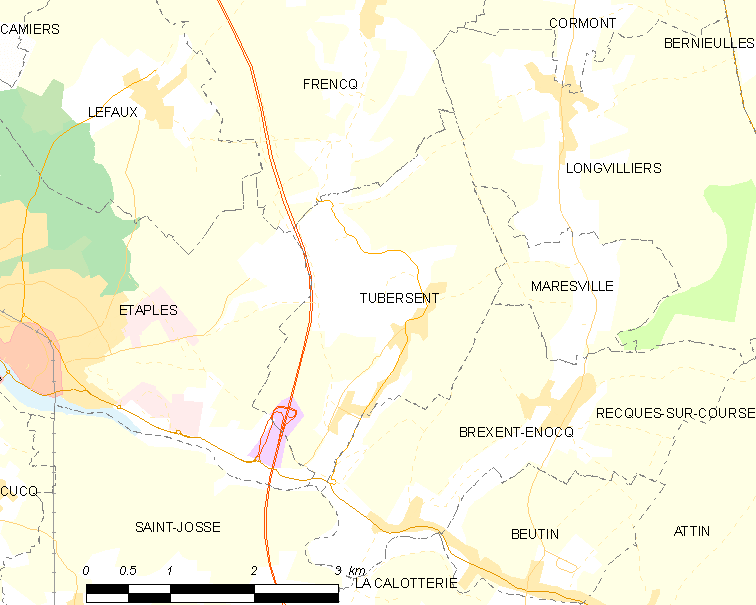
蒂贝尔桑的OSM定位图

蒂贝尔桑的时区为UTC+01:00、UTC+02:00（夏令时）。

## 行政
蒂贝尔桑的邮政编码为62630，INSEE市镇编码为62832。

## 政治
蒂贝尔桑所属的省级选区为埃塔普勒县。

## 人口

1962-2008年间蒂贝尔桑人口变化图示

蒂贝尔桑于2022年1月1日时的人口数量为576人。